# 15-cm-schwere Feldhaubitze 13
Die 15-cm-schwere Feldhaubitze 13 war eine schwere Feldhaubitze, die vom deutschen Heer im Ersten Weltkrieg eingesetzt wurde.

## Geschichte
Die 15-cm-schwere Feldhaubitze 02 (sFH 02) befriedigte grundsätzlich auch noch 1914 mit ihren Leistungen. Allerdings beschloss das Deutsche Reich 1911 eine erhebliche Vermehrung der seiner schweren Artillerie, damals Fußartillerie genannt. Statt die sFH 02 neu aufzulegen, zog man es vor, ein neues Geschütz mit gesteigerter Schussweite zu konstruieren. Das Geschütz sollte nach Möglichkeit nicht mehr wiegen als die sFH 02, jedoch im Gegensatz zu dieser über einen Schutzschild verfügen. Mit der Konstruktion wurden die beiden hauptsächlichen Geschützhersteller, Krupp in Essen und die Heinrich Ehrhardt AG in Düsseldorf und Zella St. Blasii beauftragt. Das in der Folgezeit entwickelte Geschütz folgte im Wesentlichen dem Krupp-Entwurf, in den jedoch einige Details des Ehrhardtschen Versuchsgeschützes eingearbeitet waren. Das neue Geschütz hatte – wie gefordert – einen Schutzschild, der die Geschützbedienung vor Gewehrschüssen und Granatsplittern sichern sollte. Es wog 2160 kg ohne und 2815 kg mit Protze und war damit nur 125 kg schwerer als die sFH 02. Vor allen Dingen wog in Fahrtstellung das Geschütz unter drei Tonnen und war damit – wie die sFH 02 – als Einzellast im sechsspännigen Zug (schwere Zugpferde) bewegbar. Die Höchstschussweite übertraf die der sFH 02 um etwa 1 km. Die Einführung des Geschützes wurde im Frühjahr 1913 als „schwere Feldhaubitze 13“ befohlen.
Da die Herstellung von Geschützrohren für schwere Artillerie damals rund ein Jahr dauerte, war vorgesehen, die ersten Batterien mit diesem Geschütz ab etwa Oktober 1914 auszustatten. Als daher am 1. August 1914 der Erste Weltkrieg ausbrach, zog die aktive Truppe noch ausschließlich mit der sFH 02 ins Feld. Erste sFH 13 wurden den im Oktober 1914 neu aufgestellten XXII., XXIII., XXIV. und XXV. Reservekorps zugeteilt: Jedes dieser vier Reservekorps erhielt eine Batterie zu vier sFH 13. Ebenso erhielt die zeitgleich aufgestellte 6. bayerische Reserve-Division ein Bataillon zu zwei Batterien zu je vier sFH 13. Die Ausgabe des neuen Geschützes erfolgte dann in rascher Folge, so waren Anfang 1915 bereits 35 Batterien mit sFH 13 ausgerüstet und hatten in diesen Formationen die sFH 02, aber auch die 15-cm-schwere Feldhaubitze ersetzt. Ab 1915 konnten pro Quartal etwa 30 Batterien mit dem neuen Gerät ausgestattet werden, das sich schließlich zum Standard-Geschütz der Fußartillerie entwickelte: Insgesamt wurden im Ersten Weltkrieg 3409 sFH 13 gebaut, davon 1352 Stück von Krupp. Noch während des Ersten Weltkrieges erfolgte teilweise der Ersatz des Geschützes durch das Nachfolgemodell, die 15-cm-lange schwere Feldhaubitze 13. Gleichwohl waren im Oktober 1918 noch 124 Batterien mit sFH 13 ausgerüstet, bei einem Sollbestand von 4 Geschützen pro Batterie standen also noch 496 Geschütze an der Front.
Nach Ende des Ersten Weltkrieges wurde Deutschland 1919 der Besitz von schwerer Artillerie durch den Friedensvertrag von Versailles verboten. In Deutschland mussten daher alle noch vorhandenen sFH 13 verschrottet werden. Die Siegermächte des Ersten Weltkrieges stellten erbeutete sFH 13 als Trophäen an Denkmälern aus, wo sie teilweise heute noch zu sehen sind; so zum Beispiel bei den Victoria Barracks in Melbourne in Australien.

## Einsatz
Zu Beginn des Ersten Weltkrieges waren schwere Feldhaubitzen eine Waffe der Korpsartillerie: Jedes aktive Armeekorps hatte ein Bataillon zu vier Batterien zu je vier schweren Feldhaubitzen. Einzelne Batterien (oder auch das ganze Bataillon) konnten vorübergehend einzelnen dem Korps unterstellten Divisionen vorübergehend zugeteilt werden. Weitere Fußartillerie-Bataillone verblieben zunächst unter dem Kommando der zahlreichen Festungen, um dann bei Belagerungen feindlicher Festungen dem Heer nachgeführt zu werden. Diese Reserveformationen wurden ab Oktober 1914 vermehrt den Reservekorps als Korpsartillerie zugeteilt bzw. unterstellt. Als, beginnend mit dem Jahr 1915, vermehrt neue Divisionen außerhalb eines Korpsverbandes aufgestellt wurden, erhielten diese ein aus zwei Batterien bestehendes Bataillon oder zumindest eine Batterie schwerer Feldhaubitzen (üblicherweise sFH 02 oder sFH 13) kriegsgliederungsmäßig unterstellt. Im Jahr 1917 wurde es Standard, dass die Infanteriedivision in ihrer Kriegsgliederung über ein Bataillon Fußartillerie, bestehend aus zwei Batterien (meist sFH 13, später lange sFH 13) und einer Batterie 10-cm-Kanonen verfügte.
Die Sollstärke einer Batterie schwerer Feldhaubitzen umfasste 1917 neben 4 sechsspännig gefahrenen Geschützen 8 Munitions- und einen Vorratswagen (alle 6spännig), 3 vierspännige Fahrzeuge (1 Beobachtungs-, ein Schmiede- und ein Futterwagen) und 3 zweispännige Fahrzeuge (1 Lebensmittel-,  1 Packwagen  und eine Feldküche): Sollstärke 6 Offiziere, 1 Veterinär, 1 Zahlmeister, 197 Unteroffiziere und Mannschaften, 23 Reit- und 104 schwere Zugpferde. Diese Stärke galt für alle Batterien, die mit sFH 02, sFH 13 oder langer sFH 13 ausgestattet waren. Hinzu kam für jede Batterie eine leichte Munitionskolonne mit 2 Offizieren, 72 Unteroffizieren und Mannschaften, 14 vierspännigen Fahrzeugen (12 Munitions-, 1 Futter- und 1 Schmiedewagen) und 2 zweispännigen Wagen (1 Lebensmittelwagen, 1 kleine Feldküche), zusammen 12 Reit- und 64 schwere Zugpferden. An der Ostfront mussten infolge der schlechten Wege die 12 Munitionswagen sechsspännig gefahren werden, die Zahl der Mannschaften erhöhte sich damit in der Kolonne auf 84, die der Zugpferde auf 88. Ein Munitionswagen fasste 36 Schuss, in der Batterie waren daher 288 Schuss (oder 72 pro Geschütz), bei der Munitionskolonne 432 Schuss (oder 108 pro Geschütz) vorhanden.

## Munition
Es konnten die auch für die sFH 02 bestimmten Munitionssorten verschossen werden. Im Ersten Weltkrieg neu entwickelt wurde eine Brandgranate und zur Steigerung der Schussweite ein Haubengeschoß, ferner diverse Gasgranaten. Eine Sprenggranate warf bei normalem Boden an der Einschlagstelle einen Trichter von etwa 1,50 m Tiefe und knapp 3 m Durchmesser aus.

## Technische Beschreibung
Das Geschütz hatte – wie der Vorgänger, die sFH 02 – eine Kastenlafette. Von seinem Vorgänger, der sFH 02, kann es leicht durch seinen Schutzschild unterschieden werden, der bei der sFH 02 fehlt. Vom Nachfolger, der langen sFH 13, unterscheidet es sich dadurch, dass der Rohrvorholer über die Mündung des Geschützes hinausragt, während bei der langen sFH 13 das Geschützrohr länger ist als der Rohrvorholer.

## In fremden Diensten

### Türkei
Im Laufe des Ersten Weltkrieges erhielt das Osmanische Reich als Deutschlands Verbündeter eine nicht näher überlieferte Anzahl an sFH 13. Soweit diese Geschütze nach dem Zusammenbruch 1918 der Türkei verblieben, leisteten sie dort noch lange Jahre treue Dienste.

### Schweiz
Die Schweiz erhielt 1917 etwa 80 Geschütze mit dem Rohr der sFH 13, jedoch geänderter Lafette: Der Höhenrichtbereich wurde von -0 bis +45° auf -11 bis +43° geändert, um das Geschütz im Gebirgskrieg besser einsetzen zu können. Die Schweiz stellte das Geschütz unter der Bezeichnung „15 cm schwere Feldhaubitze M 17“ in Dienst. Hintergrund der Bestellung war, dass die Entente-Mächte sich 1917 mit dem Gedanken trugen, in die neutrale Schweiz einzumarschieren, um von dort aus den Krieg nach Deutschland und Österreich-Ungarn hineinzutragen. Diese Pläne wurden in der Schweiz bekannt und führten zu entsprechenden Waffenkäufen, um dieser Gefahr zu begegnen.

### Estland, Lettland, Litauen, Polen
Es kann als sicher gelten, dass im Rahmen der Nachkriegskämpfe 1919–1921 auf dem Gebiet dieser Staaten die eine oder andere sFH 13 zurückgelassen wurde und den neuen Machthabern in die Hände fiel. Dennoch scheinen die Geschütze nicht in den Dienst dieser Staaten übernommen worden zu sein: Estland, Lettland und Litauen hatten in ihren Armeen nur leichte Feldartillerie, und Polen bevorzugte die von Frankreich gelieferte Canon de 155 C modèle 1917 S.

### Weitere Staaten
Manchen Ortes wird auch der sFH 13 in belgischen oder niederländischen Diensten Erwähnung getan. Hier ist zu beachten, dass in diesen Staaten lediglich die lange sFH 13 bis in den Zweiten Weltkrieg geführt wurde, was in etlichen Quellen leider übersehen wird.

### Im Zweiten Weltkrieg
1919 mussten in Deutschland alle noch vorhandenen sFH 13 verschrottet werden. Zur Zeit des Zweiten Weltkrieges gab es also (außer in den neutral bleibenden Staaten Schweiz und Türkei) keine sFH 13 mehr, sondern nur noch die lange schwere Feldhaubitze 13. Dieses Geschütz wurde indessen, da es die „normale“ oder „kurze“ sFH 13 im Bestand nicht mehr gab, im Zweiten Weltkrieg nur noch als „schwere Feldhaubitze 13“ bezeichnet, der Zusatz „lange“ fiel weg. Der Einsatz der (langen) sFH 13 im Zweiten Weltkrieg ist daher dort zu finden.

## Bewertung des Geschützes
Bei seiner Einführung war die sFH 13 wohl die damals leistungsstärkste Haubitze mit einem Kaliber von 15 cm:
- Frankreich hatte, beginnend ab 1904, 26 Batterien (=104 Geschütze) canon 155 C M 1904 T.R. der Firma Rimailho beschafft[12]. Es handelte sich um das Rohr der altehrwürdigen canon 155 C M 1881 von de Bange, das man mit einem Rohrrücklauf versehen und in eine neue Lafette gelegt hatte. Das Geschütz wog allerdings in Feuerstellung etwa eine Tonne mehr als die sFH 13 und war nur zweilastig zu fahren, seine Schussweite war mit etwa 6 km erheblich geringer als die der sFH 13[13]. Die Gesamtstückzahl gestattete auch nur den Gebrauch des Geschützes auf der Ebene der Armee, nicht des Korps.
- Russland erwarb 1910 von der Firma Schneider in Le Creuzot die Lizenz zum Bau der 152mm-Feldhaubitze M.1909. Bei den Putilow-Werken in St. Petersburg wurden 180 Stück bestellt, die 1912 und 1913 ausgeliefert wurden[14]. Weitere Geschütze dieses Typs entstanden im Ersten Weltkrieg. Dieses Geschütz entsprach in seinen Leistungen und seinem Schutzschild etwa der sFH 13[15]. Allerdings gestattete die geringe Zahl der beschafften Geschütze auch hier nur einen Einsatz auf Armee- und nicht auf Korpsebene.
- Das britische Heer hatte bei Kriegsbeginn nichts Vergleichbares. Im Laufe des Jahres 1915 wurde die 6-inch 26 cwt howitzer entwickelt, die mit 8,7 km eine etwa gleiche Höchstschussweite aufwies. Allerdings hatte das Geschütz keinen Schutzschild und wog in Feuerstellung 3,6 Tonnen, war damit für den einlastigen Pferdezug zu schwer[16]. Letzterer Mangel wurde dadurch ausgeglichen, dass das Geschütz ab 1916 vermehrt im Kraftzug befördert wurde.
- Italien hatte ebenfalls 1913 bei Krupp eine schwere Haubitze entwickeln lassen, die Obice 149/12 M.1914. Diese glich (wenig überraschend) nach Leistung und Aussehen sehr stark der sFH 13[17].
- Österreich-Ungarn führte Ende 1915 die 15-cm-Feldhaubitze M.14, entwickelt von Škoda, ein. Auch dieses Geschütz entsprach mit seinen Leistungen etwa der sFH 13[18].